# 筒井旭
筒井 旭（つつい あさひ、10月2日 - ）は、日本の漫画家。青森県出身。血液型O型。デビュー作は『Heavy級な彼ら』。

## 略歴
- 1994年 - 『マーガレット』（集英社）・『月刊Asuka』（角川書店）にてデビュー。主に『マーガレット』などの少女漫画誌で作品を発表していたが、作品にはボーイズラブの要素がところどころに含まれており、その作風には賛否両論あり、同誌内では異色の存在であった（作者自身は「ボーイズラブ作品は角川書店発行のBL誌にて2回のみで、他の作品はBL漫画として自分の中では位置づけしていない。」と述べている[1]。）。
- 2008年 - 『月刊ガンダムエース』（角川書店）7月号（№071）にて、作風を一変した自身の日常マンガ「Gの食卓」を連載開始。
- 2015年 - 『Cocohana』（集英社）12月号から[2]2017年6月号まで[3]「Jumping [ジャンピング]」を連載した。

## 作品リスト
特記する作品以外は、全て集英社から刊行されている。
- ナガシマをあげる（1996年5月発行、マーガレットコミックス、ISBN 4-08-848504-1） 
  - ナガシマをあげる（『マーガレット』1996年3・4合併号）
  - Heavy級な彼ら（『マーガレット』1994年21号、デビュー作）
  - Sのファイナルトーク（『マーガレット』1995年2号）
  - 田舎の男（『マーガレット』1995年18号）
  - 星の子予備軍（『ザ マーガレット』1995年11月増刊号）
- 青春は痛いっス（1996年 - 1999年、マーガレットコミックス、全5巻、初連載作品）
- 汝なやむことなかれ（1999年 - 2002年、マーガレットコミックス、全5巻）
- CHERRY（2005年、マーガレットコミックス、全1巻）
- ダメ出し。（2006年 - 2007年、マーガレットコミックス、全2巻）
- Gの食卓（角川書店、『月刊ガンダムエース』2008年7月号 - 2011年2月号・『ガンダムエーススペシャル』2008年Vol.4、ISBN 978-4-04-715397-4）
- テンパリ!（2008年 - 2009年、クイーンズコミックス、全1巻）
- チョコレイト ジャンキー[4]（2012年 - 2013年、マーガレットコミックス、全3巻）
  1. 2012年10月25日発売[5]、『Cocohana』2012年7月号[6] - 10月号、ISBN 978-4-08-846849-5
  2. 2013年4月25日発売[7]、『Cocohana』2012年12月号 - 2013年3月号、ISBN 978-4-08-845033-9
    - 余は如何にしヒロインとなりし乎[8]（『Cocohana』2012年1月号）

  3. 2013年8月23日発売[9]、『Cocohana』2013年5月号 - 8月号、ISBN 978-4-08-845088-9
    - 日々是好日（描きおろし）
- にもかかわらず[10]（2013年 - 2015年、マーガレットコミックス、全3巻）
  1. 2014年4月25日発売[11]、『Cocohana』2014年1月号[12] - 4月号、ISBN 978-4-08-845202-9
    - 番外編 near miss day（描きおろし）

  2. 2014年11月25日発売[13]、『Cocohana』2014年6月号 - 9月号、11月号、ISBN 978-4-08-845309-5
    - シスコン・センチメント（描きおろし）

  3. 2015年3月25日発売[14]、『Cocohana』2014年12月号 - 2015年4月号、ISBN 978-4-08-845369-9
- Jumping [ジャンピング][15]（2015年 - 2017年、マーガレットコミックス、全4巻）
  1. 2016年3月25日発売[16]、『Cocohana』2015年12月号[2] - 2016年3月号、ISBN 978-4-08-845548-8
    - オマケ漫画 頑張れ! ピュアボーイ雛形くん!!（描きおろし）

  2. 2016年8月25日発売[17]、『Cocohana』2016年4月号  - 2016年8月号、ISBN 978-4-08-845629-4
  3. 2017年1月25日発売[18]、『Cocohana』2016年10月号 - 2017年1月号、ISBN 978-4-08-845712-3
  4. 2017年6月23日発売[19]、『Cocohana』2017年3月号 - 6月号[3]、ISBN 978-4-08-845781-9
    - オマケ漫画 頑張れ! ピュアボーイ雛形くん!!②（描きおろし）
- ぼくたちは今日も全力。[20]（『デジタルマーガレット』2018年3月2日配信[21] - 2019年9月6日配信[22]、『ザ マーガレット』2018年12月号[23]、マーガレットコミックスDIGITAL、全15巻）
  1. 2018年7月25日発売[24]
  2. 2018年7月25日発売[25]
  3. 2018年7月25日発売[26]
  4. 2018年7月25日発売[27]
  5. 2018年9月25日発売[28]
  6. 2018年10月25日発売[29]
  7. 2018年11月22日発売[30]
  8. 2019年1月25日発売[31]
  9. 2019年3月25日発売[32]
  10. 2019年4月25日発売[33]
  11. 2019年5月24日発売[34]
  12. 2019年7月25日発売[35]
  13. 2019年8月23日発売[36]
  14. 2019年10月25日発売[37]
  15. 2019年10月25日発売[38]

### アンソロジー
- しあわせ出産! みんなの出産体験コミック（2009年11月30日発売[39]、秋田書店、エッセイマンガアンソロジー、ISBN 978-4-253-10719-8） 
  - 夫のひと言
- くらもち本 〜くらもちふさこ公式アンソロジーコミック〜（2018年1月25日発売[40]、ISBN 978-4-08-845887-8）
  - さよならたんご（描きおろし）

### 単行本未収録作品
- チカチカ（『マーガレット』2003年15号）
- 学食のマモルくん（角川書店、『CIEL』2008年1月号）
- もらってちょーだい（『CIEL』2008年3月号）
- 天然☆無農薬一家（芳文社、『まんがタイム』2009年5月号[41] - 2010年5月号、10月号 - 2012年6月号）
- Jumping [ジャンピング][15][42]（『Cocohana』2015年7月号 - 8月号）

＊別名義 菅原キュウで
ジャンプSQ. RISE 
2020 WINTERにて
『HOP!!!』掲載